# Uthman (Hafside)

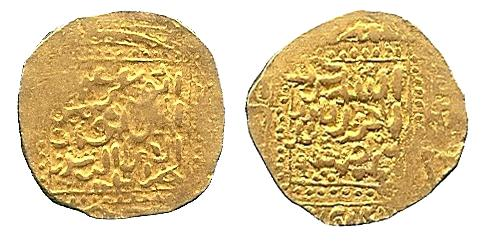
Hafsid Dinar, Abu Amr Uthman, geprägt in Tripolis (undatiert), 4,49g.

Abu Umar Uthman (arabisch أبو عمر عثمان, DMG Abū ʿUmar ʿUṯmān; * vor 1435; † 1488) war der letzte bedeutende Kalif der Hafsiden in Ifrīqiya (reg. 1435 bis 1488).
Unter Uthman erreichte das Hafsidenreich seine letzte Blütezeit. Durch die Förderung des Karawanenhandels mit Arabien, Ägypten und dem Sudan prosperierte die Wirtschaft, die durch Handelsverträge mit Sizilien, Aragon und den italienischen Seerepubliken weiter gefördert wurde. Allerdings beeinträchtigte die Piraterie der Hafsiden weiterhin den Seehandel im Mittelmeer. Dennoch nahm der Handel nach der Eroberung von Konstantinopel durch die Osmanen (1453) weiter zu, da die christlichen Seemächte nun ihren Handel mit den Muslimen verstärkt über den Maghreb abwickelten.
Der Wohlstand des Reiches ermöglichte Uthman, die aktive Außenpolitik von Abd al-Aziz II. fortzusetzen. So mussten die Abdalwadiden von Tlemcen sowie die Wattasiden in Marokko die Oberhoheit der Hafsiden anerkennen. Allerdings führten während der Herrschaft von Uthman mehrere Pestepidemien und Hungersnöte zu erheblichen Bevölkerungsverlusten.
Nach dem Tod von Uthman brachen unter den Hafsiden erneut Machtkämpfe aus, die das Reich erheblich schwächten. So gewannen die Scheichs der Beduinen und die Städte weitgehende Unabhängigkeit. Die Hafsiden konnten so bis zu ihrem endgültigen Untergang nur noch Tunis und Constantine kontrollieren.